# Crabe royal du Kamtchatka
Paralithodes camtschaticus
Espèce
Synonymes
- !  Paralithodes camtschatika (Tilesius, 1815)[1]
- Lithodes japonicus De Haan, 1849[2]
- Lithodes spinosissimus Brandt, 1848[2]
- Maja camtschatica Tilesius, 1815[2]
- Paralithodes camtschatica (Tilesius, 1815)[2] [1]
- Paralithodes camtschatica[3]
- Paralithodes rostrofalcatus MacKay, 1932[2]

Le Crabe royal du Kamtchatka (Paralithodes camtschaticus), ou Crabe du Kamtchatka, est un crustacé de la famille des Lithodidae.

## Description
Le crabe royal du Kamtchatka n'est pas à proprement parler un crabe car les Lithodidae sont en fait plus proches des Bernard l'ermite. C'est un animal dont la carapace peut atteindre 28 cm de diamètre, l'envergure des péréiopodes 180 cm et le poids 12,7 kg.
C'est le crustacé le plus recherché au monde et le plus cher au poids. Il est pêché communément dans l'océan Pacifique septentrional, notamment dans la mer d'Okhotsk, autour des îles Kouriles et Aléoutiennes, dans le détroit de Béring, dans la mer de Barents et en Alaska notamment dans la baie de Norton Sound et dans la baie de Bristol.

## Le crabe royal de Kamtchatka en mer de Barents
Depuis les années 1960, la population de crabes royaux du Kamtchatka pose des problèmes à l'écosystème de la mer de Barents. Originaire du Kamtchatka, littoral oriental de la Sibérie, il a été introduit artificiellement dans la baie de Kola afin de fournir de nouvelles prises aux pêcheurs russes. Par la suite, il s'est répandu le long des côtes de la Norvège et dans l’archipel du Spitzberg. Les protecteurs de l'environnement et les halieuticiens voient cette progression comme une menace pour les écosystèmes, alors que les pêcheurs le considèrent comme une bénédiction économique. Sans prédateur naturel dans la chaîne alimentaire qui puisse lui nuire, il pourrait atteindre les côtes atlantiques de l'Europe de l'Ouest où seules les eaux chaudes de Gibraltar pourraient l'arrêter.

## Galerie

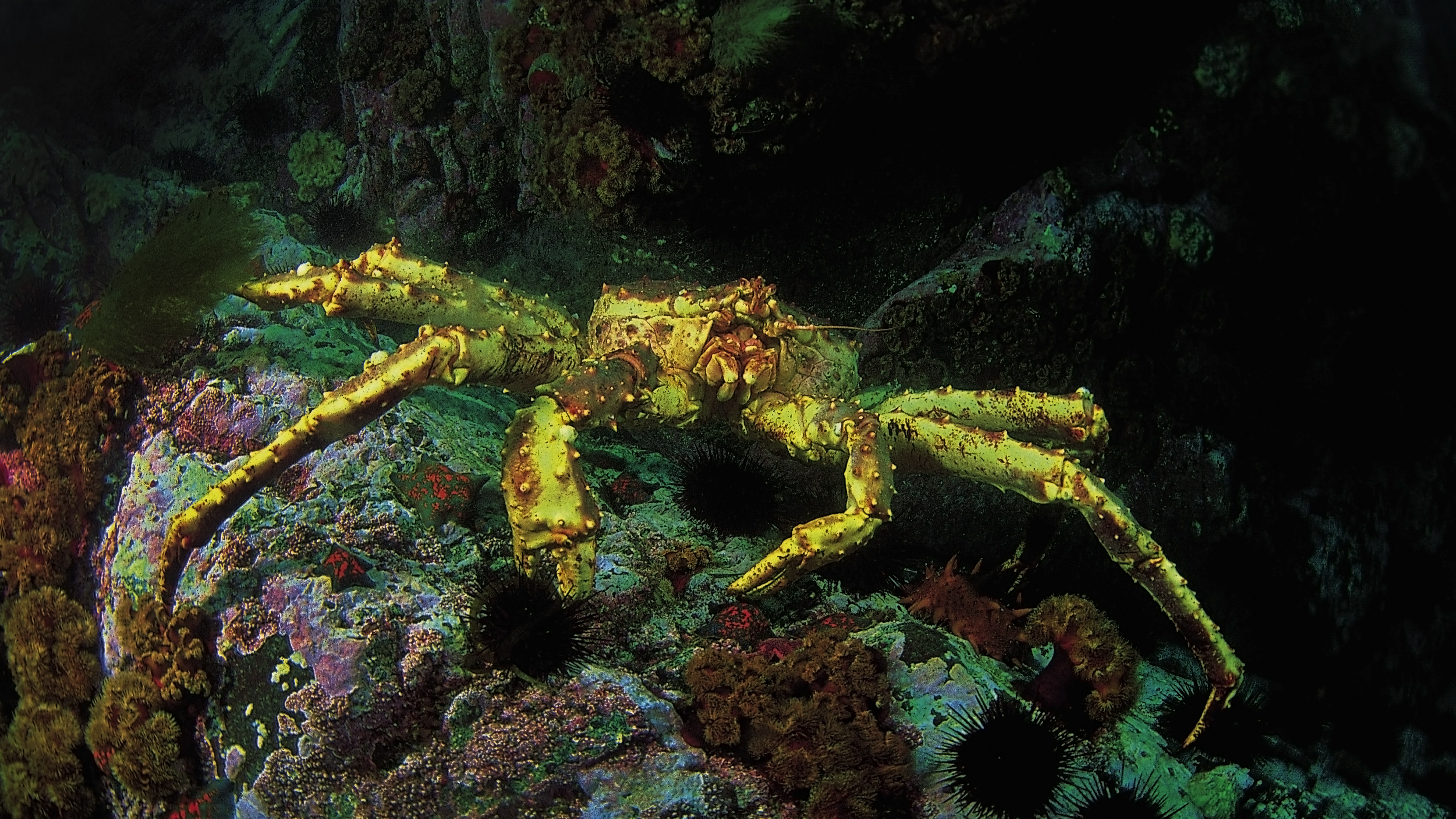
Paralithodes camtschaticus dans son milieu naturel
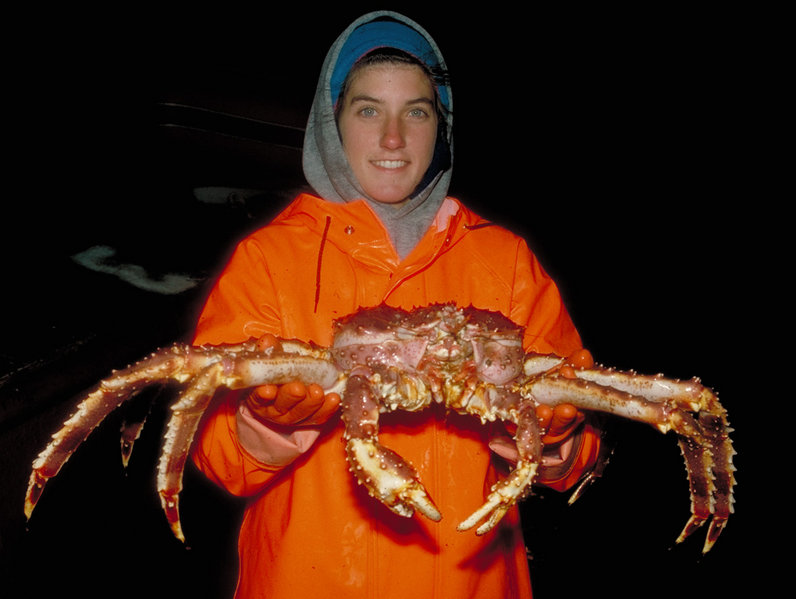
Crabe royal du Kamchatka, prise de pêche

### Pour aller plus loin
- Carte de répartition : (en) Riccardo Pravettoni, Red king crab native and invasive distribution, Collection Protecting Arctic Biodiversity, 2010.
- Sur les problèmes écolo-sociologiques suscités dès le début du XXe siècle par la pêche industrielle du crabe en mer d'Okhotsk : voir Kanikōsen (un livre et deux films japonais du même nom).
- Une série documentaire, Péril en haute mer, décrit le quotidien des pêcheurs de crabes royaux.